# Józef Łepkowski (biskup)
Józef Łepkowski  (pierwotnie Jan Łepkowski, ur. 1726, zm. 2 września 1778) – duchowny greckokatolicki.

## Życiorys
Był synem Karola  herbu Dąbrowa i Heleny. Odziedziczył majątek w powiecie orszańskim, pełnił funkcję rotmistrza orszańskiego. Wstąpił do zakonu bazylianów, przyjmując imię zakonne Józef. Od lipca 1767 koadiutor tytularnego arcybiskupstwa smoleńskiego – dzięki wstawiennictwu ówczesnego arcybiskupa Lisańskiego. W imieniu Lisańskiego prowadził proces sądowy z arcybiskupem połockim Jasonem Smogorzewskim w sprawie przejęcia przez archieparchię połocką parafii przynależących do archieparchii smoleńskiej. Objął funkcję arcybiskupa 14 maja 1771, po śmierci Lisańskiego. Po pierwszym rozbiorze Polski, nie chcąc stać się obywatelem rosyjskim poprosił o przeniesienie do któregoś z klasztorów na terenie Rzeczypospolitej. Nuncjusz apostolski w Polsce Giuseppe Garampi powierzył Łepkowskiego pieczę nad 68 parafiami w dekanacie homelskim.
Pomimo dekretu Katarzyny II w dniu 31 grudnia 1772 roku oraz 12 lutego 1773 roku, która powierzyła zarządzanie wszystkimi cerkwiami w cesarstwie Jasonowi Smogorzewskiemu, chcąc mieć w swoim kraju tylko jedną diecezję unicką i jedną łacińską Łepkowski otrzymał tajny dekret Kongregacji Propagandy Wiary w dniu 18 kwietnia 1773 o powierzeniu dalszej administracji nad zarządzanymi już dekanatami. Po interwencji Smogorzewskiego nakazano Łepkowskiemu zrzeczenie się zwierzchnictwa nad dekanatami (groziło mu uwięzienie lub deportacja), lecz działania zostały wstrzymane dzięki wstawiennictwu arcybiskupa mohylewskiego Siestrzeńcewicza. W tych okolicznościach, Rzym wydaje zarządzenie (12 marca 1775), zgodnie z którym dekanaty przekazywane są pod zarząd Smogorzewskiego. Jednak nuncjusz Garampi nie wysłał dekretu do Połocka, ponieważ sytuacja się zmieniła: rząd zgodził się, aby Łepkowski administrował oboma dekanatami. W 1774 Smogorzewski rozpoczął starania w celu utworzenia eparchii mścisławskiej, która miałaby zastąpić archieparchię smoleńską, proponując funkcję koadiutora bratankowi Łepkowskiego – Herakliuszowi Lisowskiemu. Łepkowski wyraził zgodę na tę propozycję w 1778, będąc już poważnie chorym. Zmarł nie doczekawszy utworzenia eparchii mścisławskiej. Pochowany w klasztorze bazylianów w Orszy.
17 lutego 1775 Łepkowski odznaczony został  Orderem świętego Stanisława.